# Зарваницький регіональний ландшафтний парк
Зарвани́цький — регіональний ландшафтний парк в Україні. Розташований поблизу села Зарваниця Тернопільського району Тернопільської області, в межах кварталів 15-21 лісового урочища «Вишнівчик» Бучацького лісництва Бучацького держлісгоспу, архітектурного комплексу «Зарваниця» та сінокосів Зарваницької сільради. Південно-східна межа — по річці Стрипа.
Загальна площа 283 га. Перебуває у віданні ДП «Бучацьке лісове господарство» — 262,9 га, Зарваницька сільська рада Теребовлянського району — 8,69 га, Тернопільська єпархія УГКЦ — 11,41 га.

## Організація
Створений за рішенням Тернопільської обласної ради від 18 березня 1994 року з метою збереження і раціоналізації використання ландшафтів, водних об'єктів, рослинного й тваринного світу, пам'яток живої та неживої природи, історії, релігії і культури з рекреаційною, просвітницькою та науковою метою. Організований без вилучення земельних ділянок, водних та інших природних об'єктів у їх власників або користувачів.

## Завдання
Завданнями парку є:
- паломництво з метою оздоровлення і духовного очищення перед чудотворною іконою Зарваницької Божої Матері;
- виявлення на території парку і взяття на облік особливо цінних пам'яток живої та неживої природи, природних фіто- і зооценозів, не порушених діяльністю людини, характерних для регіону, а також пам'яток історії, культури, архітектури для їх збереження, наукового дослідження і раціонального використання з рекреаційною, культурною та просвітницькою метою;
- розробка і впровадження наукових методів збереження природних комплексів у процесі рекреаційного використання;
- проведення біотехнічних заходів щодо збагачення тваринного світу;
- регулювання рекреаційних навантажень і господарських заходів на господарські та історико-культурні комплекси парку;
- створення естетично привабливих композицій шляхом реконструкцій, садіння декоративних дерев, здійснення інших заходів з метою забезпечення сприятливих умов для туризму, паломництва і відпочинку населення, ознайомлення з природою парку, культурними та історичними пам'ятками згідно з проектом організації території парку;
- поширення екологічних знань, пропаганда природних, культурних та історичних цінностей парку.